# Успенский монастырь (Скафидья)
Скафиди́йский монасты́рь (Монасты́рь Скафидья́; греч. Μονή Σκαφιδιάς) — женский монастырь в юрисдикции Элидской и Оленской митрополии Элладской православной церкви, посвященный Успению Пресвятой Богородицы. Расположен в деревне Скафидья, в 12 км от города Пиргоса, на берегу реки Ярданос.

## История
Монастырь был основан примерно в X веке рядом с Ионическим морем в устье реки Ярданос. В монастырском храме хранится Скафидийская икона Божьей матери (Скафидиотисса; Παναγίας της Σκαφιδιώτισσας ή Σκαφιδιάς).
Сам монастырь напоминает средневековую крепость. В его недрах хранятся различные религиозные и исторические ценности: религиозная утварь, облачения, одежда, оружие, картины, монеты, иконы и т. д. В нем также находится архив и библиотека с множеством рукописных книг на различные темы, а также касающиеся истории монастыря и его участия в Греческой революции 1821 года.
В 1970 году монастырь был преобразован в женский. На 2019 год в нем проживали 4 монахини.